# Torino Film Festival 2024
La 42ª edizione del Torino Film Festival (42TFF) si è tenuta a Torino dal 22 al 30 novembre 2024, diretto per la prima volta da Giulio Base.
Il manifesto del Festival è costituito da una foto scattata a Marlon Brando nel 1972 durante la lavorazione di Ultimo tango a Parigi.
Il 7 novembre si è tenuta la conferenza stampa di presentazione presso Villa Miani di Roma.
La cerimonia di apertura si è tenuta il 22 novembre al Teatro Regio di Torino con la proiezione di Eden di Ron Howard, madrina della serata l'attrice Cristiana Capotondi. Sono intervenuti numerosi ospiti, tra i quali: Ron Howard, Matthew Broderick, Giancarlo Giannini, Rosario Dawson, Sharon Stone, che hanno ricevuto il premio Stella della Mole.

## Sezioni
Sono sei le sezioni, tra concorso e fuori concorso, nelle quali è suddiviso il Festival.

### Concorso lungometraggi
- L'aiguille, regia di Abdelhamid Bouchnack (Tunisia/Francia/Arabia Saudita)
- The Black Sea, regia di Derrick B. Harden e Crystal Moselle (Stati Uniti/Bulgaria)
- Corresponsal, regia di Emiliano Serra (Argentina)
- Dissident, regia di Stanislav Gurenko e Andrii Al'ferov (Ucraina)
- Europa centrale, regia di Gianluca Minucci (Italia)
- Holy Rosita, regia di Wannes Destoop (Belgio)
- Kasa Branca, regia di Luciano Vidigal (Brasile)
- The Last Act, regia di Paymon Shahbod (Iran)
- Madame Ida, regia di Jacob Møller (Danimarca)
- My Best, Your Least, regia di Kim Hyun-jung (Corea del Sud)
- n-Ego, regia di Eleonora Danco (Italia)
- Nina, regia di Andrea Jaurrieta (Spagna)
- Ponyboi, regia di Esteban Arango (Stati Uniti)
- Tendaberry, regia di Haley Elizabeth Anderson (Stati Uniti)
- Under the Grey Sky, regia di Mara Tamkovich (Polonia)
- Vena, regia di Chiara Fleischhacker (Germania)

### Concorso documentari
- The Brink of Dreams, regia di Ayman El Amir e Nada Riyadh (Egitto/Francia/Danimarca/Qatar/Arabia Saudita)
- Controluce, regia di Tony Saccucci (Italia)
- Gingerbread for Her Dad, regia di Alina Mustafina (Kazakistan)
- Higher than Acidic Clouds, regia di Ali Asgari (Iran)
- Immémorial, chants de la grande nuit, regia di Béatrice Kordon (Francia)
- I'm Not Everything I Want to Be, regia di Klára Tasovská (Repubblica Ceca/Slovacchia/Austria)
- In ultimo, regia di Mario Balsamo (Italia)
- A Man Imagined, regia di Brian M. Cassidy e Melanie Shatzky (Canada)
- Il mestiere di vivere, regia di Giovanna Gagliardo (Italia)
- Norwegian Democrazy, regia di Fabien Greenberg e Bård Kjøge Rønning (Norvegia)
- Le retour du projectionniste, regia di Orkhan Aghazadeh (Francia/Germania)
- The Shepherd, regia di Zhao Yufei (Cina)
- The Silence of Life, regia di Nina Blažin (Slovenia)
- Soldier Monika, regia di Paul Poet (Austria)
- A Sudden Glimpse to Deeper Things, regia di Mark Cousins (Regno Unito)
- Woman of God, regia di Maja Prettner (Slovenia)

### Concorso cortometraggi
- Bail Bail, regia di Sandrine Brodeur-Desrosiers (Canada)
- Beautiful Smile, regia di Eugénie Muggleton (Australia)
- Black Scarf, regia di Alireza Shah Hosseini (Iran)
- A Brighter Summer Day for the Lady Avengers, regia di Birdy Wei-Ting Hung (Taiwan/Stati Uniti)
- A Casa Amarela, regia di Adriel Nizer (Brasile)
- Cherry on Top, regia di Nandi Nastasja (Germania)
- Dieci secondi, regia di Roberta Palmieri (Italia)
- Dirty Girl, regia di Emily Faris e Mia Fraboni (Stati Uniti)
- Due sorelle, regia di Antonio De Palo (Italia)
- Emma la rouge, regia di Macha Ovtchinnikova (Francia/Polonia)
- Fine, regia di Octavian Şaramet (Romania)
- Fire Drill, regia di Maximilian Willwock (Germania)
- Grace, regia di Natalie Jasmine Harris (Stati Uniti)
- Julius, regia di Wilhelm Kuhn (Francia)
- Kosher Test, regia di Riki Rotter (Israele)
- Milk of Dreams, regia di Sarah Grohnert (Nuova Zelanda)
- Passarinho, regia di Natalia García Agraz (Messico)
- The Prompt, regia di Francesco Frisari (Italia)
- The Second Child, regia di Luo Runxiao (Cina)
- Someone's Trying to Get In, regia di Colin Nixon (Canada)
- Something Blue, regia di Jinsui Song (Stati Uniti)
- The Surrogate Girl, regia di Onur Güler (Turchia)
- T.I.N.A., regia di Marco Mazzone (Italia)
- Walk In, regia di Haneol Park (Corea del Sud)

### Fuori concorso
- The Assessment, regia di Fleur Fortuné (Regno Unito/Germania/Stati Uniti)
- Les barbares, regia di Julie Delpy (Francia)
- Il corpo, regia di Vincenzo Alfieri (Italia)
- Eden, regia di Ron Howard (Stati Uniti) - Film di apertura
- Here's Yianni!, regia di Christina Eliopoulos (Stati Uniti)
- Ho visto un re, regia di Giorgia Farina (talia)
- Isla Negra, regia di Jorge Riquelme Serrano (Cile)
- My Dead Friend Zoe, regia di Kyle Hausmann-Stokes (Stati Uniti)
- Un Natale a casa Croce, regia di Pupi Avati (Italia)
- Nightbitch, regia di Marielle Heller (Stati Uniti)
- Paradis Paris, regia di Marjane Satrapi (Francia)
- Riff Raff, regia di Dito Montiel (Stati Uniti)
- The Rule of Jenny Pen, regia di James Ashcroft (Nuova Zelanda)
- The Summer Book, regia di Charlie McDowell (Stati Uniti/Finlandia)
- Waltzing with Brando, regia di Bill Fishman (Stati Uniti) - Film di chiusura
- Went Up the Hill, regia di Samuel Van Grinsven (Australia/Nuova Zelanda)
- Senza sangue (Without Blood), regia di Angelina Jolie (Stati Uniti)

### Zibaldone
- AmicheMai, regia di  Maurizio Nichetti (Italia, 2024)
- L’amore che ho, regia di Paolo Licata (Italia, 2024)
- Brazil, regia di Terry Gilliam (Regno Unito/Stati Uniti, 1985)
- Crocodile Tears, regia di Tumpal Tampubolon (Indonesia/Francia/Singapore/Germania, 2024)
- Eight Postcards from Utopia, regia di Radu Jude e Christian Ferencz-Flatz (Romania, 2024)
- From Ground Zero, ideato da Rashid Masharawi (Palestina/Francia/Qatar/Emirati Arabi Uniti/Svizzera/Danimarca, 2024)
- Caccia a Ottobre Rosso (The Hunt for Red October), regia di John McTiernan (Stati Uniti, 1990)
- Kids, regia di Larry Clark (Stati Uniti, 1995)
- Lumière! - L'aventure continue, regia di Thierry Frémaux (Francia, 2024)
- La musica negli occhi, regia di Giovanna Ventura (Italia, 2024)
- Nero, regia di Giovanni Esposito (Italia, 2024)
- Pasqualino Settebellezze, regia di Lina Wertmüller (Italia, 1975)
- Perfect Number, regia di Krzysztof Zanussi (Polonia/Israele/Italia, 2022)
- Prova d'orchestra, regia di Federico Fellini (Italia, 1978)
- Quando dico che ti amo, regia di Giorgio Bianchi (Italia, 1967)
- Pronti a morire (The Quick and the Dead), regia di Sam Raimi (Stati Uniti/Giappone, 1995)
- Ragazzi di stadio, regia di Daniele Segre (Italia, 1980)
- Romanzo popolare, regia di Mario Monicelli (Italia, 1974)
- Shambhala, regia di Min Bahadur Bham (Nepal/Francia/Norvegia/Hong Kong/Turchia/Taiwan/Usa/Qatar, 2024)
- Un silence si bruyant, regia di Emmanuelle Béart e Anastasia Mikova (Francia, 2023)
- Swingers, regia di Doug Liman (Stati Uniti, 1996)
- Territory, regia di Álex Galán (Spagna, 2024)
- Il Vangelo secondo Matteo, regia di Pier Paolo Pasolini (Italia/Francia, 1964)
- The Village Next to Paradise, regia di Mo Harawe, (Francia/Austria/Somalia, 2024)

### Marlon Brando
La retrospettiva è dedicata a Marlon Brando nel centenario della nascita.
- Il mio corpo ti appartiene (The Men), regia di Fred Zinnemann (Stati Uniti, 1950)
- Un tram che si chiama Desiderio (A Streetcar Named Desire), regia di Elia Kazan (Stati Uniti, 1951)
- Viva Zapata!, regia di Elia Kazan (Stati Uniti, 1952)
- Giulio Cesare (Julius Caesar), regia di Joseph L. Mankiewicz (Stati Uniti, 1953)
- Il selvaggio (The Wild One), regia di László Benedek (Stati Uniti, 1953)
- Fronte del porto (On the Waterfront), regia di Elia Kazan (Stati Uniti, 1954)
- Désirée, regia di Henry Koster (Stati Uniti, 1954)
- Bulli e pupe (Guys and Dolls), regia di Joseph L. Mankiewicz (Stati Uniti, 1955)
- Sayonara, regia di Joshua Logan (Stati Uniti, 1957)
- I giovani leoni (The Young Lions), regia di Edward Dmytryk (Stati Uniti, 1958)
- Pelle di serpente (The Fugitive Kind), regia di Sidney Lumet (Stati Uniti, 1960)
- I due volti della vendetta (One-Eyed Jacks), regia di Marlon Brando (Stati Uniti, 1961)
- Gli ammutinati del Bounty (Mutiny on the Bounty), regia di Lewis Milestone (Stati Uniti, 1962)
- La caccia (The Chase), regia di Arthur Penn (Stati Uniti, 1966)
- La contessa di Hong Kong (A Countess from Hong Kong), regia di Charlie Chaplin (Stati Uniti, 1967)
- Queimada, regia di Gillo Pontecorvo (Italia/Francia, 1969)
- Il padrino (The Godfather), regia di Francis Ford Coppola (Stati Uniti, 1972)
- Ultimo tango a Parigi, regia di Bernardo Bertolucci (Italia/Francia, 1972)
- Missouri (The Missouri Breaks), regia di Arthur Penn (Stati Uniti, 1976)
- Superman, regia di Richard Donner (Stati Uniti/Regno Unito/Canada, 1978)
- Apocalypse Now, regia di Francis Ford Coppola (Stati Uniti, 1979)
- Un'arida stagione bianca (A Dry White Season), regia di Euzhan Palcy (Stati Uniti, 1989)
- Il boss e la matricola (The Freshman), regia di Andrew Bergman (Stati Uniti, 1990)
- Don Juan De Marco - Maestro d'amore (Don Juan DeMarco), regia di Jeremy Leven (Stati Uniti, 1995)

## Giurie
Il 23 ottobre sono state comunicate le Giurie del 42º Torino Film Festival.

### Giuria concorso lungometraggi
- Margaret Mazzantini, scrittrice, drammaturga e sceneggiatrice (Italia) - presidente
- Milcho Manchevski, regista (Macedonia del Nord)
- Anne Parillaud, attrice (Francia)
- Giovanni Spagnoletti, critico cinematografico italiano e docente di Storia e critica del cinema (Italia)
- Krzysztof Zanussi, regista e sceneggiatore (Polonia)

### Giuria concorso documentari
- Roberta Torre, regista (Italia) - presidente
- K.D. Davison, cineasta (Stati Uniti d'America)
- Federico Gironi, giornalista e critico cinematografico (Italia)

### Giuria concorso cortometraggi
- Michela Cescon, attrice (Italia) - presidente
- Darko Perić, attore (Serbia)
- Nicola Nocella, attore (Italia)

### Giuria FIPRESCI
- Marco Lombardi, critico cinematografico (Italia) - presidente
- Giuseppe Di Salvatore, critico cinematografico (Italia)
- Massimo Arciresi, critico cinematografico (Italia)

## Premi

### Premi ufficiali
I premi ufficiali sono stati assegnati dalle quattro giurie del Festival.

#### Concorso lungometraggi
- Miglior film: Holy Rosita, regia di Wannes Destoop
- Premio speciale della giuria IWONDERFULL: Vena, regia di Chiara Fleischhacker
- Miglior sceneggiatura: Abdelhamid Bouchnack per L'aiguille
- Migliore interpretazione 1: Flora Ofelia Hofmann Lindahl, Christine Albeck Børge, Karen-Lise Mynster in Madame Ida
- Migliore interpretazione 2: River Gallo in Ponyboi
- Menzione a Dissident, regia di Stanislav Gurenko e Andrii Al'ferov

#### Concorso documentari
- Miglior film: Le retour du projectionniste, regia di Orkhan Aghazadeh
- Premio speciale della giuria ex aequo:
  - I'm Not Everything I Want to Be, regia di Klára Tasovská
  - The Brink of Dreams, regia di Ayman El Amir e Nada Riyadh
- Menzione a Higher than Acidic Clouds, regia di Ali Asgari

#### Concorso cortometraggi
- Miglior film: Walk In, regia di Haneol Park
- Premio speciale della giuria: Fire Drill, regia di Maximilian Willwock
- Menzione a Someone's Trying to Get In, regia di Colin Nixon

#### Premio FIPRESCI
- Vena, regia di Chiara Fleischhacker

### Premi collaterali
Sono stati assegnati anche i premi collaterali.

#### Premio Rai Cinema Channel
- Miglior film Concorso cortometraggi: Due sorelle, regia di Antonio De Palo

#### Premio Achille Valdata
- Miglior film Concorso lungometraggi: L'aiguille, regia di Abdelhamid Bouchnack

#### Premio Scuola Holden
- Premio per la miglior sceneggiatura: L'aiguille di Abdelhamid Bouchnack
- Menzioni speciali: Under the Grey Sky di Mara Tamkovich e Ponyboi di Esteban Arango

#### Premio Occhiali di Gandhi
- Miglior film: From Ground Zero, ideato da Rashid Masharawi
- Menzione speciale: L'aiguille, regia di Abdelhamid Bouchnack

#### Premio Interfedi
- Premio per il rispetto delle minoranze e per la laicità: L'aiguille, regia di Abdelhamid Bouchnack

## Pubblicazioni
- 42 TFF - Torino Film Festival (PDF), Torino, Museo nazionale del cinema, novembre 2024.